# Amara longula
Amara longula är en skalbaggsart som beskrevs av Leconte 1855. Amara longula ingår i släktet Amara och familjen jordlöpare. Inga underarter finns listade i Catalogue of Life.